# Lancaster (Pennsylvania)
Lancaster (genannt the Red Rose City) ist eine Stadt mit 58.039 Einwohnern (Volkszählung 2020) im Süden des US-Bundesstaats Pennsylvania und County Seat des Lancaster County. Von den Großstädten Philadelphia, Baltimore, Harrisburg und Washington D.C. ist sie zwischen 55 und 140 Kilometer entfernt.

## Geschichte
1709 ließen sich in der Gegend die ersten Siedler nieder. 1749 kaufte James Hamilton das Land und begann mit dem Bau der Stadt, die er schon ab 1730 geplant hatte. Lancaster erhielt seinen Namen durch den englischen Einwanderer John Wright nach dessen Heimatstadt in Großbritannien.
Nachdem der Kontinentalkongress 1777 aus Philadelphia fliehen musste, tagte er am 27. September in Lancaster, das damit formal Hauptstadt der 13 amerikanischen Kolonien war. Am nächsten Tag zog der Kongress weiter nach York. Von 1799 bis 1812 war Lancaster Hauptstadt von Pennsylvania, in ihrer heutigen Form zusammengefasst wurde sie aber erst 1818.

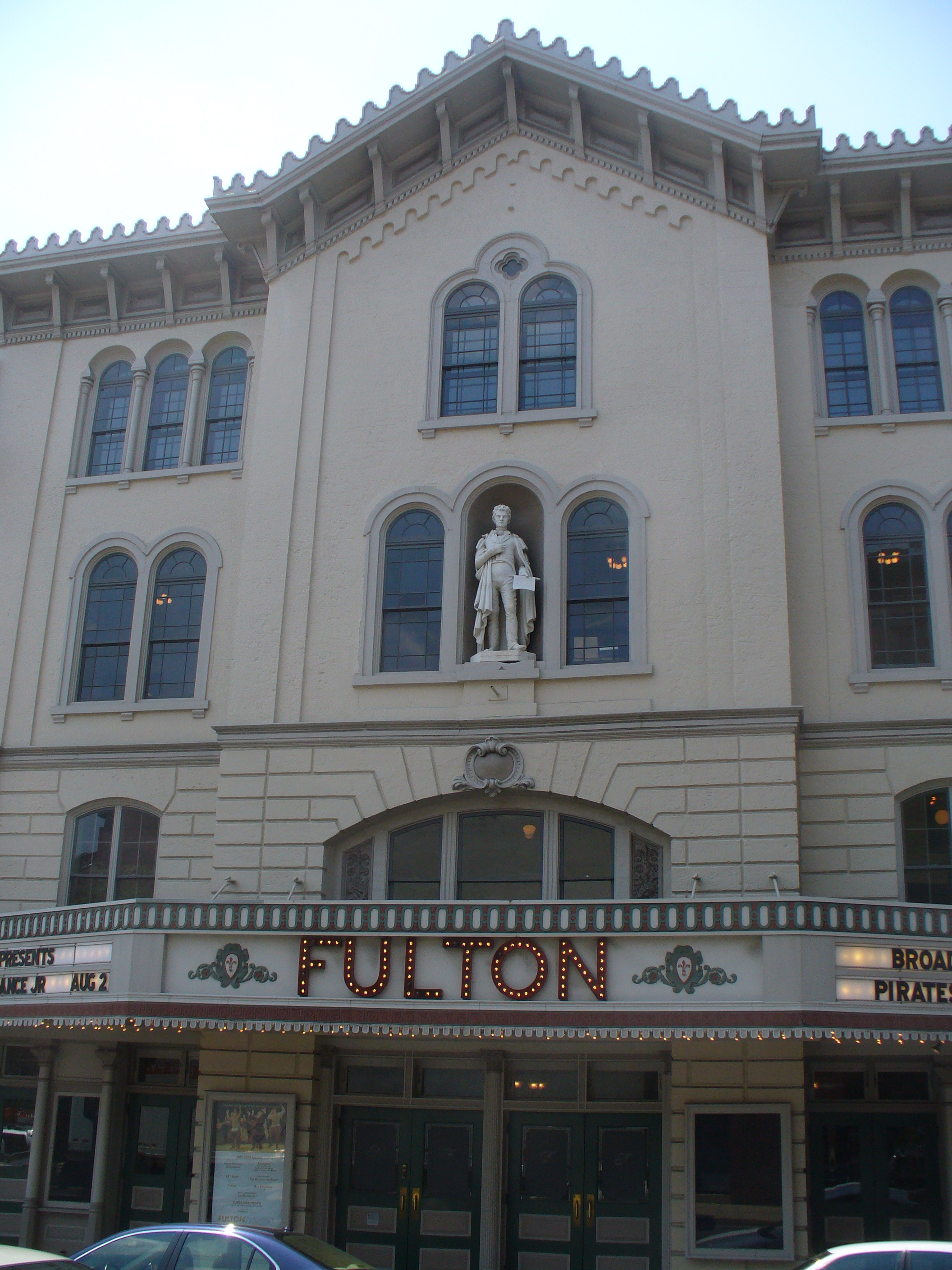
Fulton Opera House (2009)

Das Fulton Opera House von 1852 ist angeblich das älteste Theater in den USA mit durchgehendem Betrieb. Das Soldiers and Sailors Monument auf dem Penn Square im Zentrum erinnert an die in Kriegen gefallenen Soldaten der US-amerikanischen Streitkräfte, der historische Central Market und das W. W. Griest Building liegen unmittelbar nordwestlich davon. Insgesamt sind 57 Orte in Lancaster im National Register of Historic Places eingetragen (Stand 9. März 2020), wobei das Fulton Opera House den Status eines National Historic Landmarks hat.

## Bevölkerung
2000 wurden 56.348 Einwohner gezählt, im Jahr 2005 nur noch 54.757. Bei der Volkszählung 2010 waren es jedoch 59.322 Einwohner. Das United States Census Bureau schätzt die Einwohnerzahl zum 1. Juli 2014 jedoch auf 59.302, also ein minimaler Rückgang. Dennoch bleibt es die achtgrößte Stadt in Pennsylvania. Im Zeitraum zwischen 2009 und 2013 betrug das durchschnittliche Haushaltseinkommen 33.483 US-Dollar und damit sehr stark unter dem Durchschnitt in Pennsylvania, welcher zu dieser Zeit bei 52.548 US-Dollar lag. Die Stadt kann daher als sehr arm betrachtet werden.
24,34 % der Bevölkerung sind puerto-ricanischer Abstammung, das ist die höchste Quote in Pennsylvania. Die zweitgrößte Gruppe sind, typisch für die Gegend, mit 20,9 % Nachfahren deutscher Einwanderer.

## Wirtschaft
Im Vergleich zur Umgebung ist die Arbeitslosenquote in Lancaster mit 7,8 % relativ hoch, in den südöstlichen Stadtteilen lag sie 1999 teilweise sogar über 10 %. Zur selben Zeit waren im County lediglich 4,9 % ohne Beschäftigung. Zwischen 1999 und 2002 konnten rund 34.900 neue Arbeitsplätze geschaffen werden, dennoch leben viele Menschen, besonders im Südosten, am Existenzminimum.

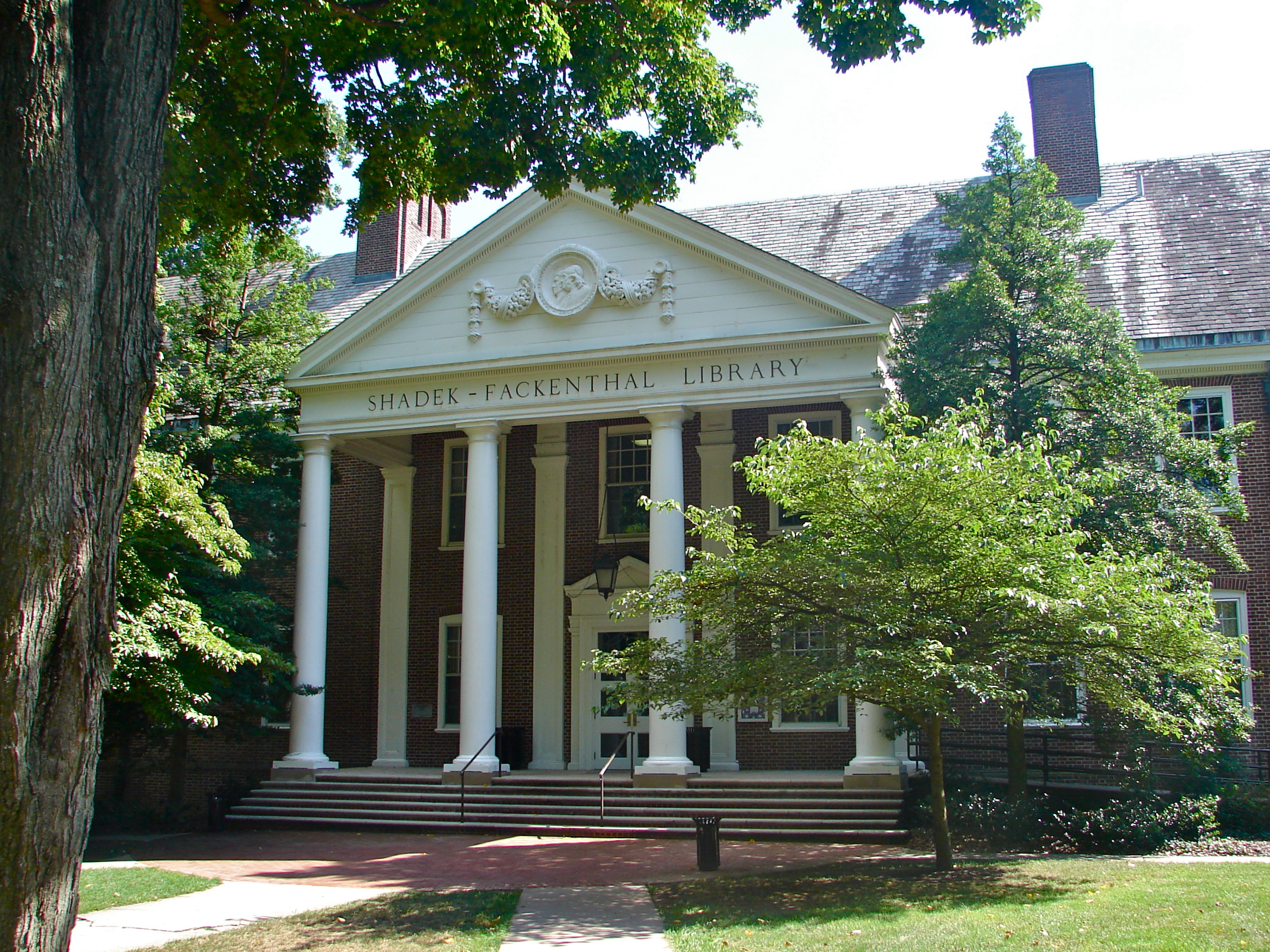
Shadek-Fackenthall Bücherei des Franklin and Marshall College

## Bildung
In Lancaster befindet sich das Franklin & Marshall College, ein College, das nach Benjamin Franklin und John Marshall benannt wurde. Wer im Lancaster County ein Studium für das Lehramt anstrebt, wird zumeist die benachbarte Millersville University of Pennsylvania (ebenfalls im Lancaster County) besuchen.

## Söhne und Töchter der Stadt
- Philipp Wilhelm Otterbein (1726–1813), deutscher reformierter Pfarrer und Missionar in Lancaster 1752–1770
- William Henry (1729–1786), Politiker, Waffenschmied, Waffenhändler und Erfinder
- John Gibson (≈1740–1822), zweimaliger Territorialgouverneur von Indiana
- Robert Smith (1757–1842), Politiker, der 2. Marineminister und der 6. Außenminister
- Simon Snyder (1759–1819), dritter Gouverneur von Pennsylvania
- Benjamin Smith Barton (1766–1815), Botaniker
- Jenkin Whiteside (1772–1822), US-Senator für Tennessee
- Alexander McNair (1775–1826), Gouverneur von Missouri
- Rebecca Gratz (1781–1869), Philanthropin
- Henry A. P. Muhlenberg (1782–1844), Politiker
- John Rhea Barton (1794–1871), Chirurg, Namensgeber der Barton-Fraktur und Pionier der Arthroplastik
- John Wise (1808–1879), Ballonfahrer
- John Henry Brown (1818–1891), Porträt- und Miniaturmaler
- John Fulton Reynolds (1820–1863), Generalmajor der US Army, gefallen in der Schlacht von Gettysburg
- Charles Demuth (1883–1935), Maler
- Leo Houck (1888–1950), Boxer
- Billy Bletcher (1894–1979), Schauspieler und Synchronsprecher
- Richard McMurray (1916–1984), Schauspieler
- Richard Winters (1918–2011), Major der US Army
- Peck Morrison (1919–1988), Jazzmusiker
- John D. Anderson, Jr. (* 1937), Ingenieur
- Carl H. Ernst (1938–2018), Herpetologe
- Bob Lutz (* 1947), Tennisspieler
- Colin McLarty (* 1951), mathematischer Logiker, Philosoph und Mathematikhistoriker
- Barbara Cooper (1953–1999), Physikerin und Hochschullehrerin
- Paul Imm (* 1956), Jazzmusiker
- Andrew Jay Feustel (* 1965), Astronaut
- Jennifer Gareis (* 1970), Schauspielerin
- Rya Kihlstedt (* 1970), Schauspielerin
- Carla Kihlstedt (* 1971), Musikerin
- Taylor Kinney (* 1981), Schauspieler
- Beth Behrs (* 1985), Schauspielerin
- Jonathan Groff (* 1985), Schauspieler
- John Murray (* 1987), polnisch-US-amerikanischer Eishockeytorhüter
- Adam Cole (* 1989), Wrestler
- Derrick Morgan (* 1989), American-Football-Spieler
- Andrew Wenger (* 1990), Fußballspieler
- Abigail Lynn Dahlkemper (* 1993), Fußballspielerin
- Russell Canouse (* 1995), Fußballspieler
- Tyler Zink (* 2001), Tennisspieler
- Casey Kaufhold (* 2004), Bogenschützin